# Proceedings of the National Academy of Sciences
Proceedings of the National Academy of Sciences of the United States of America, geralmente referido como PNAS, é a publicação oficial da Academia Nacional de Ciências dos Estados Unidos. PNAS é uma importante revista científica que teve sua primeira edição impressa em 1915 e continua a publicar relatórios de pesquisa, comentários, resenhas, artigos especiais, cartas ao editor e ações da Academia muito citados no meio acadêmico. A PNAS geralmente cobre as ciências biológicas, físicas e sociais. Apesar de a maioria dos artigos publicados serem da áreas de ciências biomédicas, a PNAS compra artigos e publica especiais de ciências físicas, sociais e de matemática. A PNAS (abreviada nos EUA Proc Natl Acad Sci USA para referências e catalogação) tem a sua versão impressa circulando semanalmente e a edição on-line é atualizada diariamente em PNAS Early Edition CODEN: PNASC8.

## História
A PNAS foi constituída pela Academia Nacional de Ciências (NAS, na sigla em inglês) dos EUA em in 1914, e teve sua primeira edição publicada em 1915. A NAS foi fundada em 1863 como uma instituição privada, mas com aval do Congresso americano, com a finalidade de "investigar, examinar, realizar experimentos e editar relatórios sobre qualquer assunto das ciências ou das artes." Em 1914, a Academia já estava bem estabelecida.
Anteriormente a fundação da publicação, a NAS publicou três volumes de transações organizacionais, consistindo na sua maior parte de atas de reuniões e relatórios anuais. De acordo com os princípios estabelecidos pelo astrônomo George Ellery Hale, o secretário estrangeiro da NAS em 1914, PNAS publica anúncios breves de membros da Academia e as mais importantes contribuições para a pesquisa de associados estrangeiros assim como trabalhos que membros considerem de especial relevância.

## Editores
- 1914-1918 - Arthur A. Noyes
- 1918-1940 - Raymond Pearl
- 1940-1949 - Robert A. Millikan
- 1950-1955 - Linus Pauling
- 1955-1960 - Wendell M. Stanley
- 1960-1968 - Saunders Mac Lane
- 1968-1972 - John Tileston Edsall
- 1972-1980 - Robert Louis Sinsheimer
- 1980-1984 - Daniel Koshland
- 1985-1988 - Maxine F. Singer
- 1988-1991 - Igor B. Dawid
- 1991-1995 - Lawrence Bogorad
- 1995-2006 - Nicholas R. Cozzarelli
- 2006-2011 - Randy Schekman
- 2011–atualidade: Inder Verma

O primeiro editor-chefe foi o matemático Edwin Bidwell Wilson.

## Peer review
Todos os artigos de pesquisa publicados na PNAS são revisados por outros pesquisadores (revisão por pares). O procedimento padrão é ter o artigo encaminhado diretamente à PNAS em vez de ser revista por um membro da Academia. Os membros podem ter até 4 de seus artigos revisados por ano - esse é um processo de revisão aberta porque o membro seleciona e e se comunica diretamente com os autores do artigo. Esses envios e revisões, como todos os feitos para a PNAS, são avaliados para publicação pelo comitê editorial da PNAS. Membros também podem indicar até 2 artigos de não-membros à PNAS cada ano. Esse é um processo de revisão anônimo em que as identidades daqueles que fazem as indicações não são reveladas aos autores. Os indicados são escolhidos pelo membro da NAS.

## Publicação de material sensível
Em 2003, a PNAS publicou um editorial afirmando as suas políticas quanto à publicação de material sensível nas ciências da vida. A PNASafirmou que "continuaria a monitorar artigos enviados a fim de identificar material que possa ser considerado inapropriado e que poderia, se publicado, comprometer a segurança pública." Essa declaração estava alinhada aos esforços de diversos outros periódicos científicos. Em 2005, a PNAS publicou um artigo chamado "Analyzing a bioterror attack on the food supply: The case of botulinum toxin in milk"  apesar de objeções levantadas pelo Departamento de Saúde e Serviços Humanos dos Estados Unidos da América. O artigo foi publicado com um comentário do presidente da Academia na época, Bruce Alberts, intitulado "Modeling attacks on the food supply" .

## Impacto
A PNAS é muito lida por pesquisadores ao redor do mundo, particularmente aqueles envolvidos nas ciências básicas. A PNAS Online recebe 11.6 milhões de cliques por mês. A publicação é notável pela sua política de tornar seus artigos publicados disponíveis abertamente a todos 6 meses depois de publicados (acesso livre com atraso), ou imediatamente se os autores assim o desejarem (acesso livre híbrido). Acesso livre on-line imediato (sem o atraso de 6 meses) é fornecido para mais de 140 países em desenvolvimento e para algumas categorias de publicações. Resumos, índices e informação de suporte são gratuitos. Qualquer um pode se registrar para receber índices gratuitamente por e-mail.
Porque a PNAS é auto-sustentada financeiramente e não recebe aportes de capital do governo ou da Academia Nacional de Ciências dos EUA, á cobrada uma taxa de publicação e taxas de assinatura para cobrir os custos editoriais e de publicação.
O fator de impacto da publicação em 2004 foi 10.452, para 2005 foi 10.231, e em 2006 foi 9.643 (medidas do Thomson ISI). A PNAS é a segunda revista científica mais citada, com 1.338.191 citações entre 1994–2004, atrás apenas do Journal of Biological Chemistry com 1,740,902 citações no período). O fator de impacto da publicação é 9,674 (2014).

## Artigos clássicos
A PNAS tem sido a primeira a publicar muitas grandes descobertas científicas em várias disciplinas, por exemplo, nos seguintes artigos:
- Hubble, Edwin (1929). «A relation between distance and radial velocity among extra-galactic nebulae». PNAS. 15 (3): 168–173
- Nash, John F. (1950). «Equilibrium points in {\displaystyle n}-person games». PNAS. 36 (1): 48–49
- Pauling, Linus; Corey, Robert; Branson, Herman (1951). «The structure of proteins: two hydrogen-bonded helical configurations of the polypeptide chain». PNAS. 37 (4): 235–240
- Schwinger, Julian (1951). «On the Green's functions of quantized fields. I and II». PNAS. 37: 452–460
- Briggs, Robert; King, Thomas J. (1952). «Transplantation of living nuclei from blastula cells into enucleated frogs' eggs». PNAS. 38: 455–463
- Meselson, Matthew; Stahl, Franklin (1958). «The replication of DNA in Escherichia coli». PNAS. 44: 671–682
- Danna, Kathleen; Nathans, Daniel (1971). «Specific cleavage of Simian Virus 40 DNA by restriction endonuclease of Hemophilus influenzae». PNAS. 68: 2913–2917
- Maxam, Allan; Gilbert, Walter (1977). «New method for sequencing DNA». PNAS. 74: 560–564
- Sanger, Frederick; Nicklen, S.; Coulson, A. R. (1977). «DNA sequencing with chain-terminating inhibitors». PNAS. 74: 5463–5467
- Towbin, H.; Staehelin, T.; Gordon, J. (1979). «Electrophoretic transfer of proteins from polyacrylamide gels to nitrocellulose sheets: procedure and some applications». PNAS. 76: 4350–4354